# Laryngospasm
Laryngospasm är tillfällig kramp i struphuvudets passage, vilket medför försvårad inandning. Spasmen kan förekomma som komplikation till narkotikaförgiftning, intubering eller sugning av slem/blod i svalget.
Tillståndet kan även vara sömnrelaterat. Sömnrelaterad laryngospasm innebär att sömnen avbryts abrupt till följd av en känsla av kvävning, följt av ett gällt andningsljud. Sömnrelaterad laryngospasm ger ofta upphov till en intensiv rädsla. Andningsljudet föranleds vanligtvis av en 5 till 45 sekunder lång apné. Efter bara några minuter återgår andningen till det normala. Dessa attacker kan vara utmattande för den som drabbas.
Gastroesofageal refluxsjukdom (GERD) kan orsaka laryngospasm. Om GERD är den bakomliggande orsaken kan protonpumpshämmare motverka laryngospasm.